# 水島インターチェンジ
水島インターチェンジ（みずしまインターチェンジ）は、岡山県倉敷市曽原にあるインターチェンジ (IC) である。2024年（令和6年）5月13日より料金所がETC専用になっている。
当ICに併設する水島バスストップ（みずしまバスストップ）についても記述する。

## 接続する道路
- 岡山県道21号岡山児島線

## 料金所
- ブース数 : 6

### 入口
- ブース数 : 2
  - ETC専用 : 1
  - サポート : 1

### 出口
- ブース数 : 4
  - ETC専用 : 1
  - サポート : 3

## 水島バスストップ
本線上に高速道路用のバス停留所が設けられているが、2012年現在ではこのバス停に停車する高速バスは存在しない。かつては瀬戸大橋特急線が停車していた。

## 隣
E30 瀬戸中央自動車道
(1)早島IC/TB - 有城南BS - 粒江PA - (2)水島IC - 鴻ノ池SA - (3)児島IC